# سیارک ۱۴۱۵۴
سیارک ۱۴۱۵۴ (به انگلیسی: 14154 Negrelli، نامگذاری:1998SZ106) چهارده هزار و صد و پنجاه و چهارمین سیارک کشف شده‌است که در ۲۶ سپتامبر ۱۹۹۸ کشف شد.
قدر مطلق سیارک برابر ۲۰٫۴ است.